# Taraconica aurea
Taraconica aurea là một loài bướm đêm trong họ Noctuidae.